# Ilıca, Manavgat
Ilıca là một thị trấn thuộc huyện Manavgat, tỉnh Antalya, Thổ Nhĩ Kỳ. Dân số thời điểm năm 2011 là 4.921 người.